# Конус руйнування

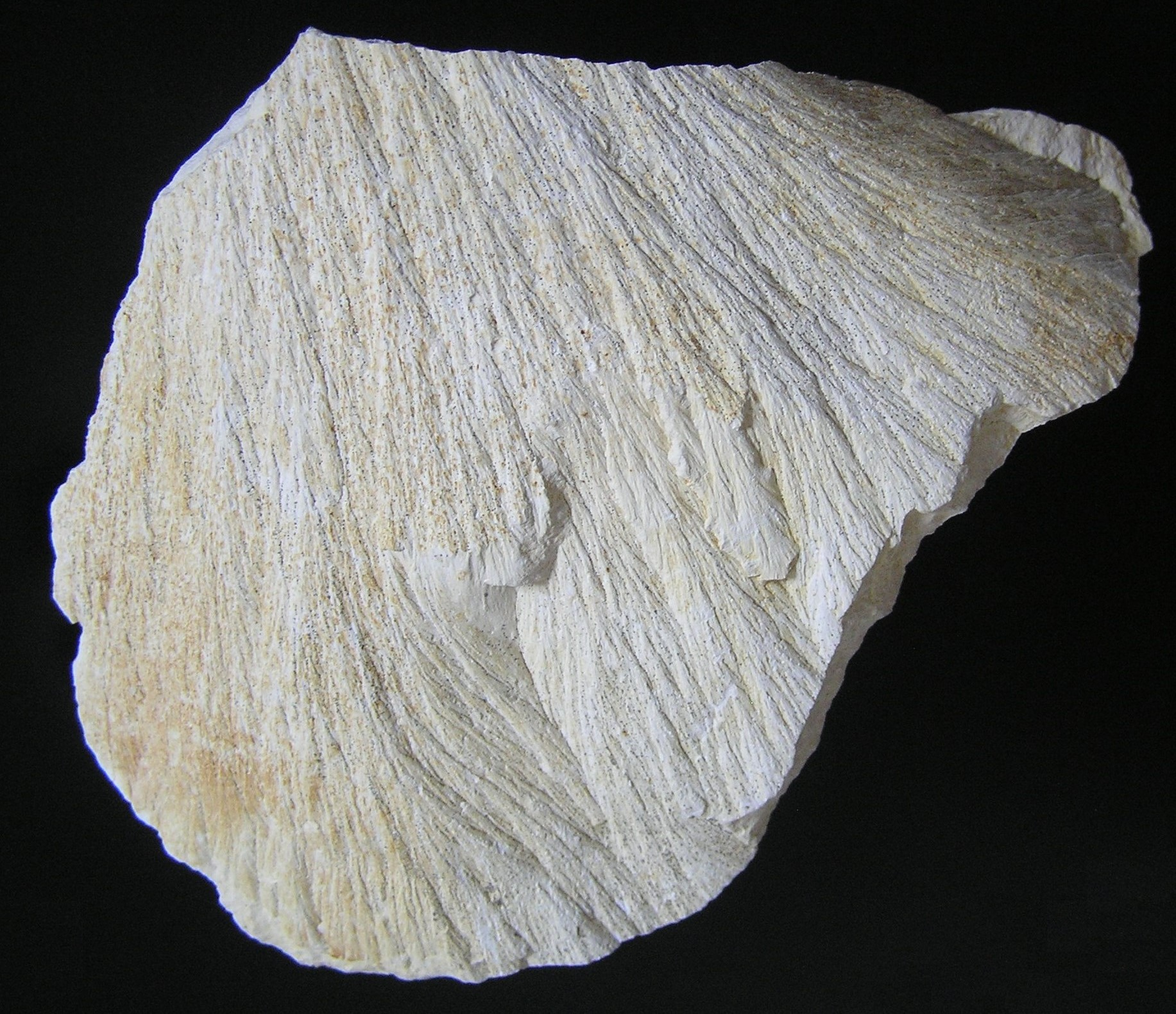
Конус руйнування з кратера Штайнхайм, Німеччина

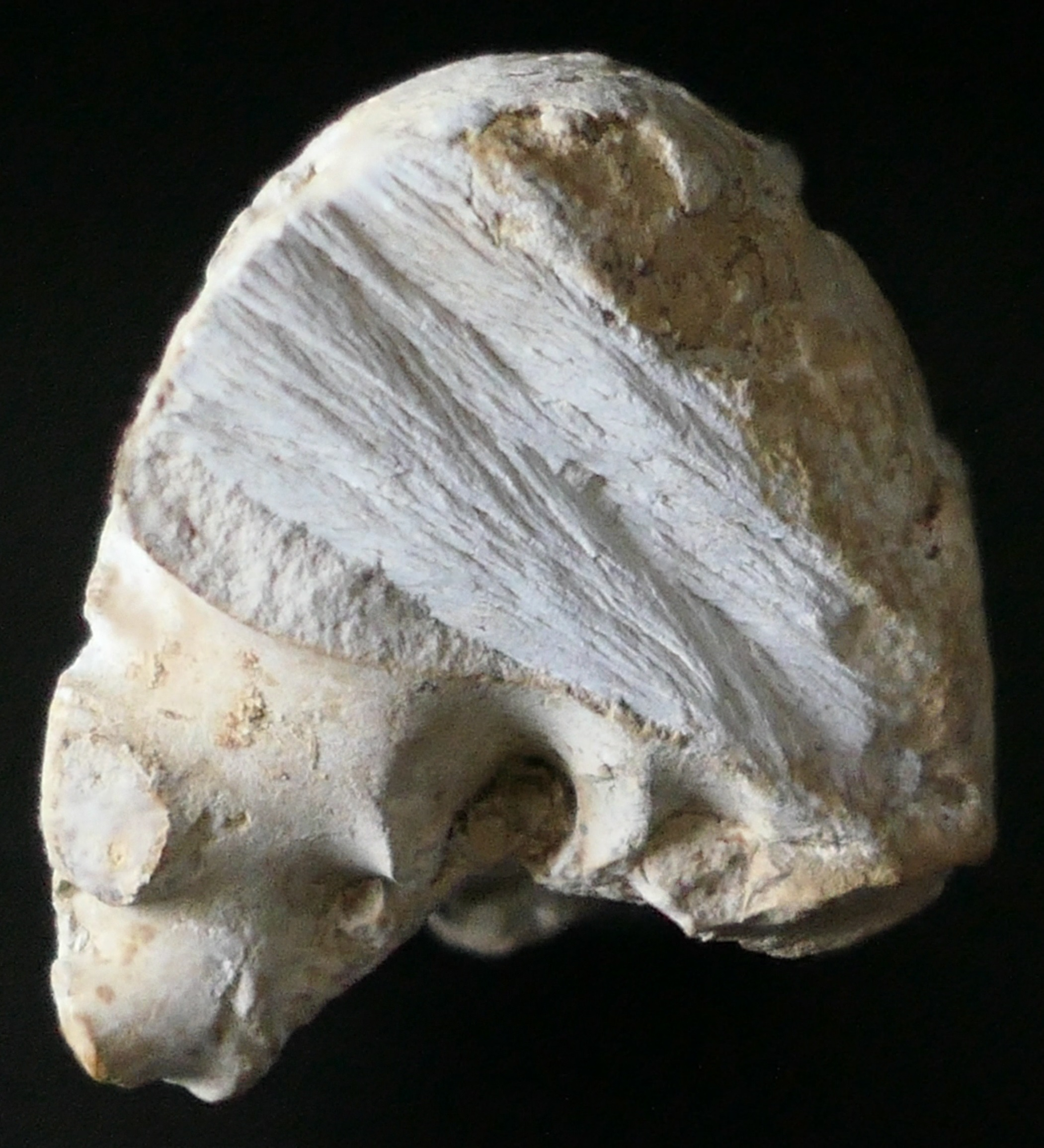
Конус руйнування з кратера Штайнхайм, Німеччина

Конус руйнування або конус струсу — конусоподібне ущільнення матеріалу внаслідок його удару твердим предметом чи падіння на твердий предмет. При рівній густині поверхні та предмета при зіткненні може бути двостороннім. У побуті прототипом такого конуса є залишений слід від грудки землі або шматка щільного снігу, кинутої із силою на тверду стіну. З погляду геології — ущільнення, яке утворюється під метеоритним кратером, рідкісна геологічна знахідка. Може бути знайдена як на дні як метеоритного кратера так і в місці ядерного вибуху. Часто конус струсу є свідченням, що породі був завданий удар в межах 2-30 ГПа.

## Морфологія
Конус руйнування має явно конічну форму, яка «випромінюється» з верхньої частини (вершини) конуса повторюючи конус в оберненому вигляді при руйнуванні в одній і тій же пробі. Іноді має більш ложкоподібну форму на стороні великого конуса. У дрібнозернистих породах, таких як вапняк, конус руйнування утворює легко пізнаваний «кінський хвіст», візерунок з тонкими лініями.
Грубозернисті породи, як правило, менш схильні утворювати конуси руйнування, часто їх важко навіть відрізнити від інших геологічних утворень, таких як дзеркало ковзання. Геологи мають різні теорії про формування конуса струсу, включаючи стиснення хвилею, яке проходить через скелю або напруги в міру того як камені відскакують, після того, як тиск спаде. Результатом є численні тріщинки в породі та сам конус.
Конуси руйнування можуть змінюватись в розмірах від мікроскопічних до декількох метрів. Найбільший відомий конус руйнування в гірській породі у світі (понад 10 метрів в довжину) знайдено на Сланцевих островах, поблизу міста Терас-Бей в Онтаріо (Канада)[джерело?]. Осі конусів, як правило, спрямовані назовні від точки удару, вгору й до центру ударного кратера, хоча, їх орієнтація може бути змінена після зіткнення.

## Галерея

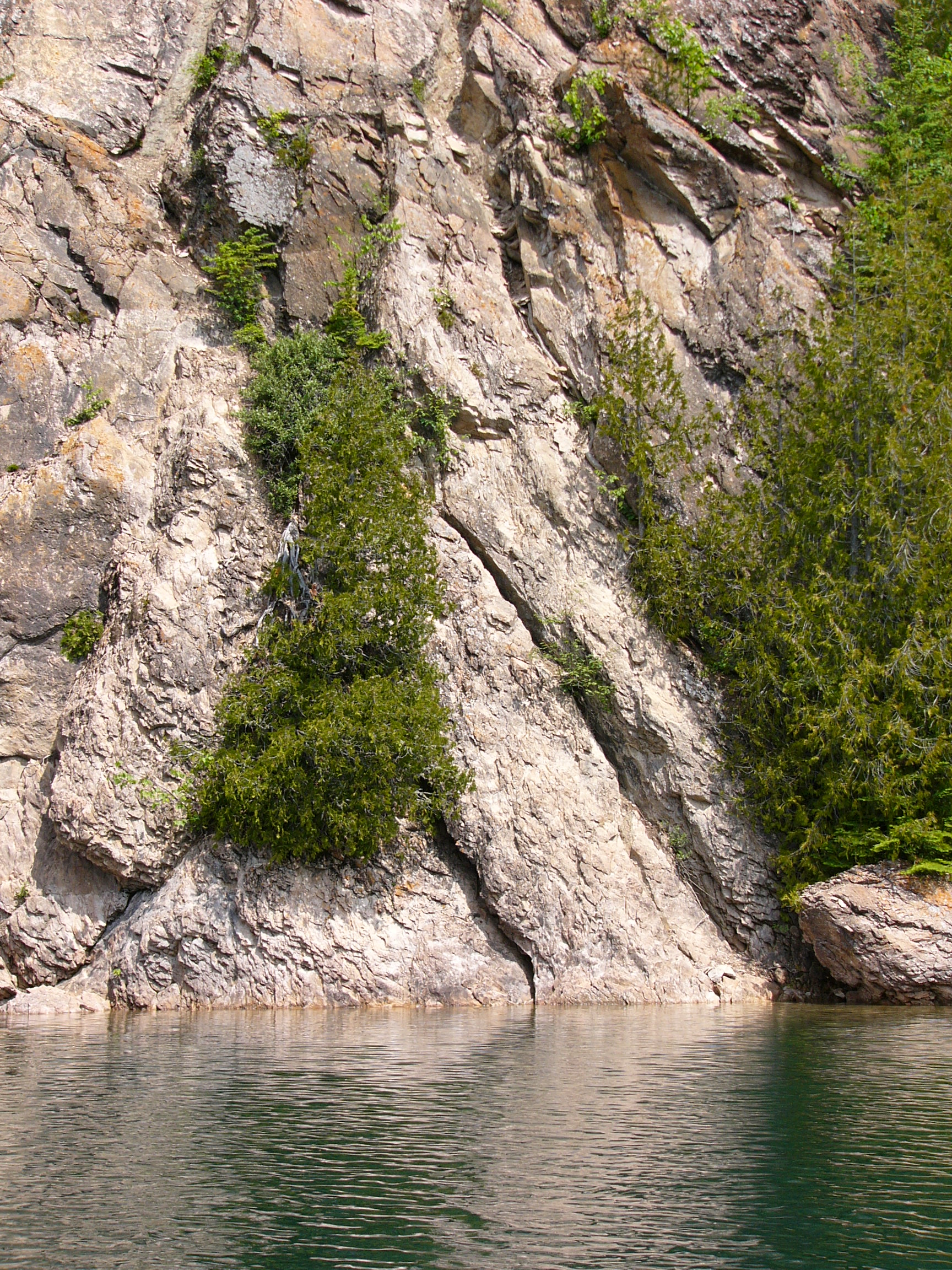
Десятиметровий в висоту конус руйнування Онтаріо, Канада.
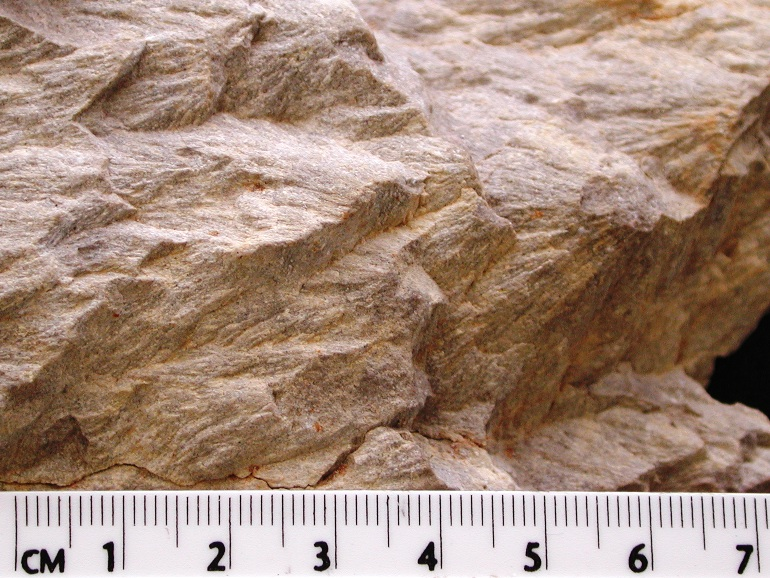
Близький знімок конуса з доломіту з кратера Велс Крік, США.
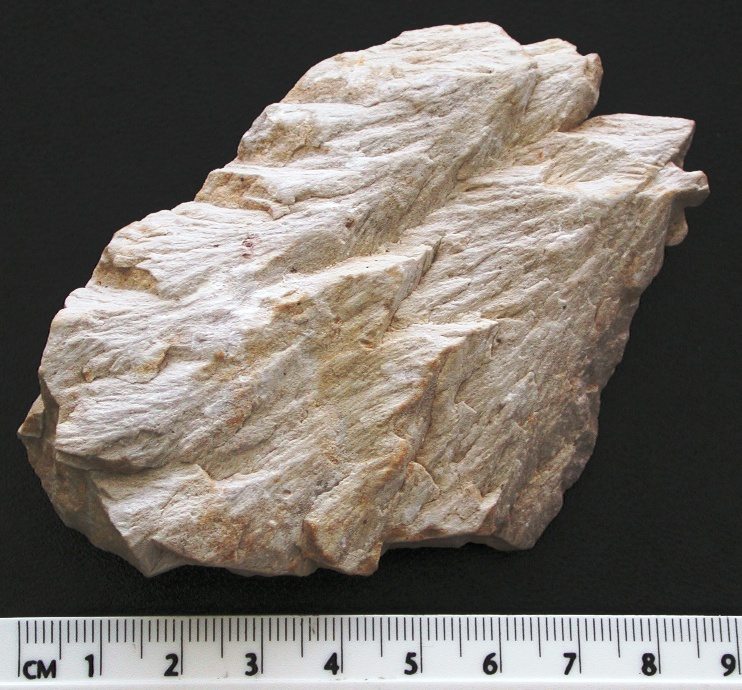
Близький знімок конуса з доломіту з кратера Велс Крік, США.
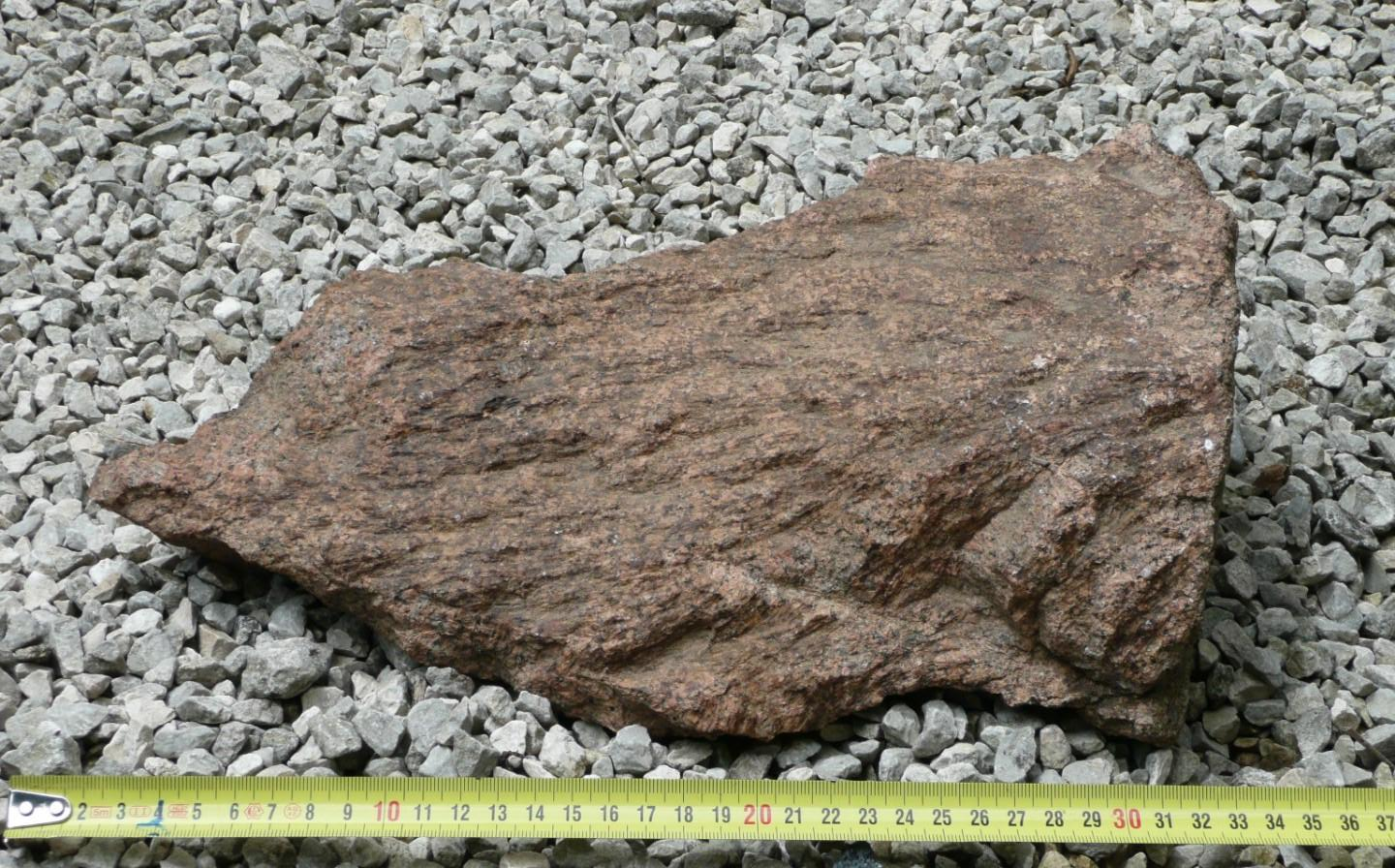
30-см гранітний конус струсу
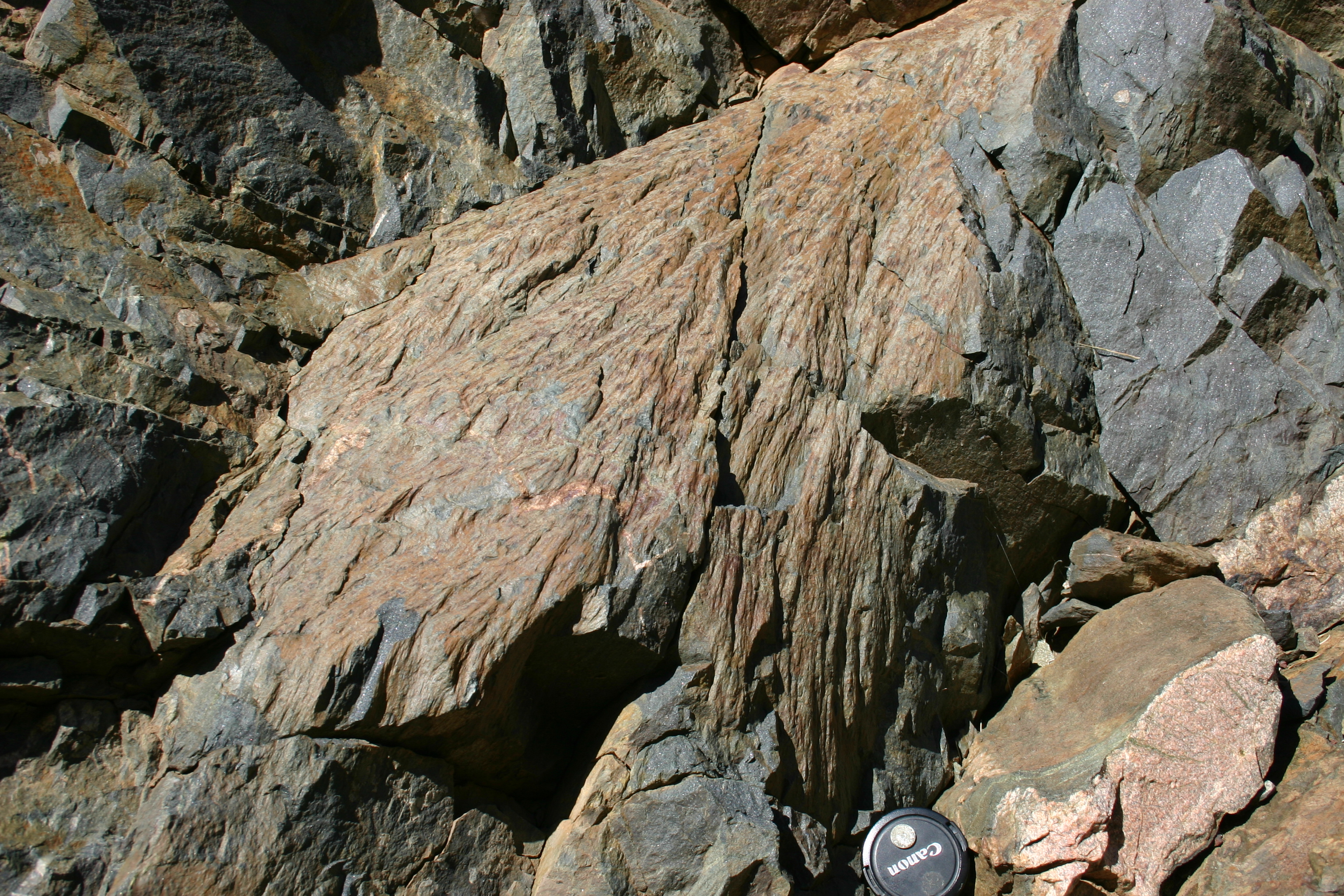
Конус струсу знайдений в Санта фе, Ньюмехіко
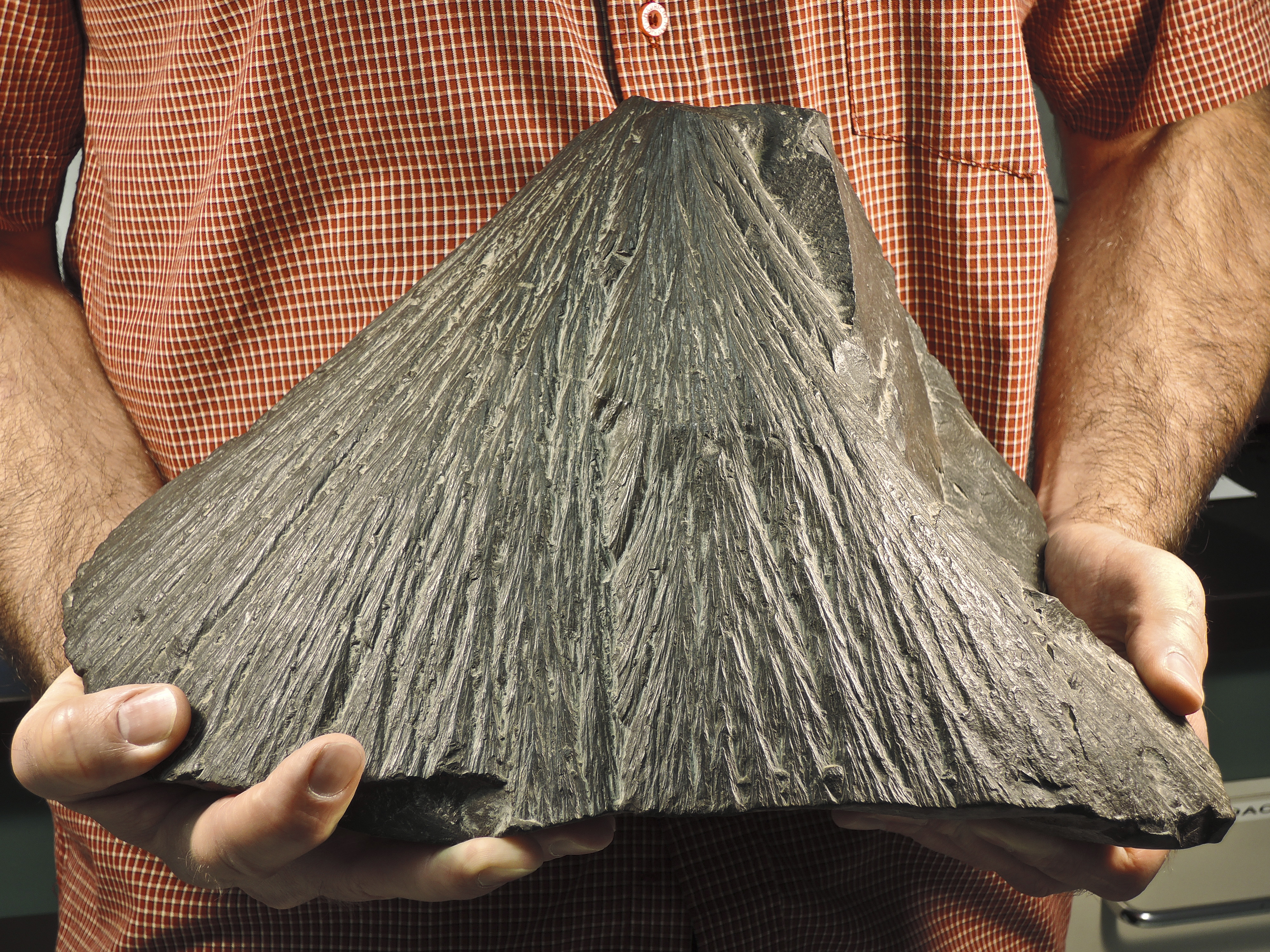
Конус струсу з гранульованого вапняка, з кратера Шарлевуа.